# Однина
Однина́ (лат. numerus singularis, або просто singularis) — форма числа у мовознавстві, яка в іменниках означає один предмет серед однорідних (наприклад, стіл, верба).
Форму однини мають і назви предметів та родів і видів діяльності, що не підлягають лічбі, — т. зв. збірна однина (напр. золото, веслування, читання тощо).
Більшість імен має як форми однини, так і форми множини, проте, існує певна кількість іменників, вживаних тільки в однині (singularia tantum), а також іменників, що не мають однини (pluralia tantum).
Для позначення класу чи роду предметів вживається т. зв. родова однина (наприклад, собака — друг людини).
Однина вказує також на відношення до іменника, що означає один предмет, прикметника/присвійного займенника (українська мова, наше слово) чи дієслова (дитина розвивається).
У більшості індоєвропейських мов однина протиставляється множині, подеколи також двоїні і/або троїні.

## Джерело
- Іванченко Р. Г. Однина // Українська радянська енциклопедія : у 12 т. / гол. ред. М. П. Бажан ; редкол.: О. К. Антонов та ін. — 2-ге вид. — К. : Головна редакція УРЕ, 1974–1985., Том 7., К., 1982, стор. 501